# Vinculaspis cheloniformis
Vinculaspis cheloniformis är en insektsart som först beskrevs av Ernest Lepage 1937.  Vinculaspis cheloniformis ingår i släktet Vinculaspis och familjen pansarsköldlöss. Inga underarter finns listade i Catalogue of Life.